# Бертіль Сандстрем
Бертіль Сандстрем (швед. Bertil Sandström, 25 листопада 1887 — 1 грудня 1964) — шведський вершник.
Срібний призер Олімпійських Ігор 1920 (індивідуальна виїздка), 1924 (індивідуальна виїздка), 1932 (командна виїздка) років.